# YBSワイドニュース
『YBSワイドニュース』（ワイビーエス ワイドニュース）は、山梨放送（YBSテレビ）で放送されているローカルワイドニュース長寿番組。山梨日日新聞・YBSの報道部門が総結集し、その日一日の山梨県の動きをきめ細かく視聴者に伝えている。2006年4月10日放送分からはハイビジョン制作が行われている。

## 歴史

### 1975.4 - 1988.3「山日YBSワイドニュース（第1次）」
1975年4月1日、『山日YBSワイドニュース』として山梨県初のローカルワイドニュースのこの番組がスタート。当時の放送時間は18:00 - 19:00（途中全国ニュースを挟む）。初代司会者は渡辺美明と輿石真幸、レポーターとして加藤嘉晴、深沢美津枝。

### 1988.4 - 2005.4「山日YBSワイドニュース プラス1」
1988年4月、『NNNニュースプラス1』が開始したため、それに伴い番組タイトルも一旦『山日YBSワイドニュース プラス1』に改題された（ただし新聞のテレビ欄や放送の中では、単に「ワイドニュース」としていた）。このタイトルで放送していた2000年10月から2002年3月まで番組開始が17:30からとなり、NNNニュースプラス1の全国枠を挟んで前半を第1部（17:30-17:55）、後半（現在の当番組に当たる部分）を第2部（18:20-19:00）として放送していた時期がある。この頃の番組ロゴは1997年9月までは「山日YBSワイドニュース」が斜体で「プラス1」のロゴは初代のデザイン。同年10月から2005年4月までは「プラス1」のロゴが二代目のデザインであった。

### 2005.5 - 2006.3「山日YBSワイドニュース（第2次）」
2005年5月2日、スタジオ・送出システムの更新に伴い番組もリニューアル。タイトルロゴが明朝体に一新すると共に、タイトルから「プラス1」が無くなり、約17年ぶりにタイトルが番組開始当時の『山日YBSワイドニュース』に戻った（ただし局サイトの番組表では、土曜版のみ「プラス1」がついたままで掲載されていた）。この改編で「ニュースヘッドライン」→「オープニング」→「キャスターの挨拶」の順で開始するようになる。この時点で、他の系列局のローカルニュースと異なり、『ニュースプラス1』の色合いは番組から消滅した。

### 2006.4 - 現在「YBSワイドニュース」
2006年4月1日からは日本テレビの『NNN Newsリアルタイム』開始に合わせてタイトルロゴをリアルタイムに合わせたものに再び一新し、番組タイトルが現行の『YBSワイドニュース』に変更された。オープニング映像は山梨県域のCGと県内の四季の風景をバックにタイトルロゴのハイビジョン映像と、リアルタイムとはまったく異なる。ニュースの見出しも変更された（他の系列局では『Newsリアルタイム』にあわせた見出しを使用することが多いが、こちらも同局ではまったく別の独自制作）。この改編で「オープニング」→「ニュースヘッドライン」→「キャスターの挨拶」の順で開始するようになる。タイトルロゴを除けば、先代に引き続き、『Newsリアルタイム』の色合いは全くない。また、同局が地上デジタル放送のサービス放送を開始した2006年4月10日からはハイビジョン放送を開始した。ニュース映像のハイビジョン化はその後順次拡大された。
『NNN Newsリアルタイム』は2006年4月3日の月曜日に開始されたが、この番組の改編は4月1日土曜日に行われた。そのため、2006年4月1日は『NNNニュースプラス1』と現行の『YBSワイドニュース』という編成となった。
2007年10月1日、番組内で使用されるBGMとニュース見出しなどが変更された。
2009年3月30日放送分をもってメイン司会がそれまでの深沢弘樹から浅川初美に変わり、番組ロゴ、オープニングCG、番組内BGM全般などが変更された（2005年5月から2006年3月までのロゴに近い）。浅川は平日版では初めての女性総合司会者となるが、下表のとおり1986年4月から1997年3月まで、土曜日版の司会を担当していた。
2010年3月29日放送分をもってキャスターを一新し、番組ロゴの色が『news every.』の開始に合わせてピンクを基調としたロゴ（本家『news every.』の雰囲気はあるものの、本家とは異なりアルファベットで「wide news.」などにはせず、カタカナでデザインされている）となる。
2011年3月26日放送分をもって土曜版の放送が終了。28日より男性キャスターが酒井康宜となり、再び番組ロゴとBGM、番組セットを一新。
2021年1月4日放送分よりスタジオセットが約10年ぶりに一新された。テーマ曲は、北杜市出身の作曲家・音楽プロデューサーのカルロスKが作曲した。同年3月29日より10年間キャスターを務めた酒井康宜に代わりフィールドキャスターを担当していた記者出身の田中真尋がメインキャスターを担当する。
2023年4月から、月曜日に放送されている「マンデースポーツ」の枠内で、ヴァンフォーレ甲府についての情報は、日本プロサッカーリーグ（Jリーグ）の成長戦略の一環として、Jリーグ・日本サッカー協会、並びにJリーグ各クラブとの共同企画・監修により、全国30民放（45都道府県）のテレビ局が系列局の枠を超えて企画ネット番組として展開する『KICK OFF!』の山梨県バージョン・『KICK OFF! YAMANASHI（キックオフ・山梨）』のコーナーとして放送する。同局では日曜日の『山梨スピリッツ』でも県内スポーツを取り上げており、この枠と週2回体制で放送する・。原則として、週末の試合が土曜日以前、または日曜のデーゲームで開催される場合は、『山スピ』の内容を一部再構成してあるが、日曜日のナイター、ないしは『山スピ』が休止した時などは、当番組で詳細なレポートを送る。
2024年4月1日放送分より男性キャスターがこれまでフィールドキャスターを担当していた吉岡秀樹に代わった（当局の報道部長も兼任）。
2025年3月で5年間キャスターを担当した荒木美穂に代わり、月-水のキャスターに同局アナウンサーの今田舞が、木・金のキャスターに小松千絵が就任。同年4月1日に番組開始50周年を迎えた。

## 土曜版
2011年3月26日まで、NNN系列のローカルニュースでは唯一、土曜日も30分で放送されていた（かつては北日本放送、山口放送、南海放送などでも土曜日に30分版のローカルニュースが放送されていた時期があるほか、テレビ岩手でもかつて日曜日に30分のローカルニュースを放送していた〔その後15分に縮小され、現在は終了〕）。このため、ほとんどの系列他局で土曜日18:30から放送されている『満天☆青空レストラン』は日曜日16:25からの遅れネットとなっていた（他の遅れネット局同様、イオングループ提供枠となった『冒険!CHEERS!!』から遅れネットを開始し、カゴメ提供の『モグモグGOMBO』に関しては放送されなかった）。
なお、2009年4月より開始時刻を10分繰り下げ、18:30からの20分枠に縮小されて放送されていた（17:30から『NEWSリアルタイム・サタデー』→『news every.サタデー』…17:50からのローカル枠は日本テレビ同時ネット、18:00からアニメ『名探偵コナン』を放送のため）。2011年4月より、ローカルニュースは17:50からの『YBSニュース』となり、18:30からは『満天☆青空レストラン』の同時ネットに移行している。この土曜日のYBSニュースは、YBSワイドニュースの土曜版としての位置づけであり、山梨日日新聞等で宣伝する場合には合わせて紹介されていることがあるほか、録画機器にもよるが、YBSワイドニュースを土曜日も含めて録画予約を設定していると土曜日のYBSニュースも録画されることがある。

## 放送時間
- 2002年4月以後:平日 18:15 - 19:00 （月曜のみ18:15 - 18:57）

過去の放送時間
- 開始当初-1988年3月：平日・土曜日 18:00 - 19:00（途中、1987年9月までは18:30 - 18:50→18:55まで、『NNN JUST NEWS』→『NNN6:30きょうのニュース』→『NNNライブオンネットワーク』を挿入。1987年10月以後は『ライブオンネットワーク』とのシームレス型編成にしていた。）
- 1988年4月 - 2000年9月：平日 18:30 - 19:00、土曜日 18:00 - 18:30（ - 1989年9月まで）→18:20 - 18:50（1989年10月以後）
- 2000年10月 - 2002年3月：平日 17:30 - 19:00（17:50までローカル第1部→17:50 - 18:20『NNNニュースプラス1』→18:20以後ローカル第2部）、土曜日 18:20 - 18:50（ - 2009年3月）→18:30 - 18:50（2009年4月 - 2011年3月）

土曜日にナイターなどの中継が18:30から行われる場合は日本テレビの編成に合わせて放送時間が変更されていた（ほぼ、毎年8月に放送される『24時間テレビ』が放送される時は放送時間変更となる）。また、年末年始など特別番組が放送される時も放送時間を変更するか、『YBSニュース』に差し替える場合があった。なお、2011年10月3日から放送開始時間が1分早まった。

## キャスター

### 現在の出演者
- 吉岡秀樹（メインキャスター・YBSアナウンサー、2024.4.1 - ）
- 今田舞（メインキャスター（月 - 水）・YBSアナウンサー、2025.3.31 - ）
- 小松千絵（メインキャスター（木・金）・YBSアナウンサー、2025.4.3 - ）
- 村上幸政（フィールドキャスター、マンデースポーツ（月）・YBSアナウンサー、2025.3.31 - ）
- 宮田雄一朗（気象予報士、2020.3.30 - ）

### 歴代の出演者
| 期間 | 期間       | 平日       | 平日                 | 平日                 | 平日                                | 土曜キャスター | 土曜キャスター      |
| 期間 | 期間       | キャスター | キャスター           | キャスター           | その他の出演者                      | 土曜キャスター | 土曜キャスター      |
| 期間 | 期間       | 男性       | 女性                 | 女性                 | その他の出演者                      | 男性           | 女性                |
| 期間 | 期間       | 男性       | 月 - 水曜            | 木・金曜             | その他の出演者                      | 男性           | 女性                |
| --- | ---------- | ---------- | -------------------- | -------------------- | ----------------------------------- | -------------- | ------------------- |
| 1986.3.31 | 1990.3.30  | 古屋憲夫8  | 平井則子             | 平井則子             |                                     |                | 浅川初美 三神いずみ |
| 1990.4.2 | 1995.3.25  | 古屋憲夫8  | 川口圭子             | 川口圭子             | 浅川初美 山口美紀                   |                |                     |
| 1995.3.27 | 1997.4.5   | 古屋憲夫8  | 川口圭子             | 川口圭子             | 浅川初美 佐藤和子                   |                |                     |
| 1997.4.7 | 1997.9.27  | 吉岡俊昭8  | 外川智恵子           | 佐藤和子             | 前田真宏1・9・10 櫻井和明2・9・10   | 深沢弘樹       | 望月恭子            |
| 1997.9.29 | 1999.3.27  | 吉岡俊昭8  | 外川智恵子           | 外川智恵子           |                                     | 深沢弘樹       | 望月恭子            |
| 1999.3.29 | 2001.3.31  | 吉岡俊昭8  | 村瀬寛美             | 村瀬寛美             |                                     | 深沢弘樹       | 望月恭子            |
| 2001.4.2 | 2002.3.30  | 吉岡俊昭8  | 鈴木智草             | 鈴木智草             |                                     | 深沢弘樹       | 望月恭子            |
| 2002.4.1 | 2003.3.29  | 吉岡俊昭8  | 鈴木智草             | 鈴木智草             | 稲川絵巳                            | 深沢弘樹       | （※不明）           |
| 2003.3.31 | 2004.3.27  | 吉岡俊昭8  | 鈴木智草             | 鈴木智草             |                                     | 深沢弘樹       | （※不明）           |
| 2004.3.29 | 2006.4.1   | 深沢弘樹   | 宮本裕子3            | 宮本裕子3            | 萩原智子4                           | 穀田慎也8      | 中島そよか          |
| 2006.4.3 | 2008.3.29  | 深沢弘樹   | 中島そよか           | 中島そよか           | 浜崎紘一5                           | 穀田慎也8      | 鈴木智草            |
| 2008.3.31 | 2009.3.28  | 深沢弘樹   | 植田有紀子           | 植田有紀子           |                                     | 穀田慎也8      | 中込真理子          |
| 2009.3.30 | 2010.3.27  |            | 浅川初美6 植田有紀子 | 浅川初美6 植田有紀子 | 小林恭子8                           | 穀田慎也8      |                     |
| 2010.3.29 | 2011.3.26  | 小林慶太8  | 原香緒里             | 原香緒里             | 横内洋樹7                           | 土橋諒         | 石河茉美            |
| 2011.3.28 | 2013.3.29  | 酒井康宜   | 原香緒里             | 原香緒里             |                                     |                |                     |
| 2013.4.1 | 2015.3.27  | 酒井康宜   | 海野紀恵             | 海野紀恵             |                                     |                |                     |
| 2015.3.30 | 2017.3.31  | 酒井康宜   | 土谷映未             | 土谷映未             |                                     |                |                     |
| 2017.4.3 | 2020.3.27  | 酒井康宜   | 水越千尋             | 水越千尋             | 出口美香9                           |                |                     |
| 2020.3.30 | 2021.3.26  | 酒井康宜   | 荒木美穂             | 荒木美穂             | 深田幹規7 宮田雄一朗9 田中真尋8・11 |                |                     |
| 2021.3.29 | 2022.3.25  | 田中真尋8  | 荒木美穂             | 荒木美穂             | 深田幹規7 宮田雄一朗9 吉岡秀樹11    |                |                     |
| 2022.3.28 | 2024.3.29  | 田中真尋8  | 荒木美穂             | 荒木美穂             | 服部廉太郎7 宮田雄一朗9 吉岡秀樹11  |                |                     |
| 2024.4.1 | 2025.03.28 | 吉岡秀樹   | 荒木美穂             | 荒木美穂             | 服部廉太郎7・11 宮田雄一朗9         |                |                     |
| - 1 月 - 水曜。 - 2 木・金曜。 - 3 2005年9月の不在時は中島そよか、富田智美、鈴木智草、植田有紀子が日替わりで担当。 - 4 2005年4月8日から2006年3月31日まで金曜スポーツ担当。 - 5 山梨県立大学教授、2006年10月6日 - 2007年9月21日に金曜コメンテーター(「今週を切る」担当) 。 - 6 不在時は土曜担当の穀田or吉岡が担当。 - 7 スポーツ担当。 - 8 YBS報道部記者（穀田は2008年3月までYBSアナウンサー） 。左記と萩原（外部登用）以外の人物はYBSアナウンサー。 - 9 天気予報担当。 - 10サブキャスター。 - 11フィールドキャスター。 - 深沢担当時代までは平日のキャスターの不在時は土曜の同性キャスターが担当（同様に土曜は平日の同性）。ただし、穀田は平日に『YBSニュース・アップ!』を担当していた為、深沢が不在時は一部の曜日のみ担当（それ以外の例外は上記）。 |            |            |                      |                      |                                     |                |                     |

## 備考・その他
- 全国ニュースである『NNN NEWSリアルタイム』や『news every.』とはタイトルロゴ以外に共通点は無い。
- 17時台ローカルパート（2007年3月30日に打ち切り）ではYBSからは17:30過ぎの天気予報や17:49のヘッドラインでのローカル送出を一切行わなかった。2008年3月31日から17時台のネットを再開し、同年4月11日放送分までは以前と同様に天気予報とヘッドラインもネットし天気予報の前にワイドニュースで伝えるトップニュースの紹介を放送していた。現在は天気予報のネットは続いているが、ヘッドラインはワイドニュースで伝えるトップニュースと特集の紹介に差し替えている。ワイドニュースが始まってから日本テレビで放送されているエンタメSPORTSはネットしていない（サッカーFIFAワールドカップ開催期間中は、エンタメSPORTSの臨時ネットではなく、YBSから山梨県ローカルで試合結果とハイライトを伝えるコーナーが設けられていた）。このようにYBSでは、『ワイドニュース』と『リアルタイム』は完全な別番組として18:16を境にきっぱりと分離している。ただし、2007年12月のFIFAクラブワールドカップの開催期間中は臨時ネットを行なった。
- 特集コーナーは『YBSニュース深夜便』でも放送される。
- 土曜日には特集コーナーはなく、今週の出来事をダイジェストで振り返る「今週の出来事」が放送されていた。出来事が切り替わるごとにBGMが切り替わっていた。
- この番組で使用されるニュースの見出しの背景は、青と緑（2007年9月までは青）を基調としたものが使用されている。これと同じものが『YBSニュース深夜便』でも使用されているが、こちらは紫を基調としている。これは番組リニューアル以前も同様で、デザインこそ違うが背景色は同じであった。また、2006年3月までは『YBSニュース』でもこの番組で使用していた見出しの色違いが使用されていた。また、コーナーに関わらずヴァンフォーレ甲府関連の項目を伝えるときには専用の見出しが使われることが多い。
- 『ただいま☆☆』を放送していた当時の平日の放送では、ただいま☆☆の番組終了前にスタジオふらっとと報道スタジオを結びただいま☆☆の出演者と深沢が対話しながらワイドニュースの内容紹介をしていた。
- 『ゆうひのジャングル』を放送していた当時の平日の放送では、同番組の放送終了後に深沢がこの番組で報道されるトップニュースと特集の紹介をする。その後『ニュースプラス1』（『NNN Newsリアルタイム』の前番組）の全国パートに接続していた。2005年11月下旬に一旦終了し、その時間はCMが流されるようになったが12月中旬に復活した。しかし、2006年3月中旬から再びCMに差し替えられた。担当は深沢ひとりであった（深沢が休みの時には代理の男性アナウンサーが担当）。
- 2008年3月31日放送分から天気情報のコーナーは山梨放送本社（山梨文化会館）前からの中継を行い、中継の担当のアナウンサーが現在の山梨放送本社前の気温や天気などを伝えてから、翌日の天気情報を伝える。天気予報の後のCM前の予告では明日の甲府と河口湖の気温を表示している。
- 2008年3月29日放送分までは天気情報と修学旅行安否情報はその曜日の女性アナウンサーが担当していた。2006年4月3日から2008年3月28日までは天気予報前後のスタジオの映像は画面右側に担当アナウンサー、背景にライブカメラの映像をリアルタイムで合成したものが使用されている。2005年5月2日から2006年3月31日までは担当アナウンサーと天気予報などが映し出されているプラズマモニター (HV) が映し出されているものを使用していた。ただし、土曜日の放送は2005年5月、2006年4月のリニューアル後もスタジオからそのまま放送している。なお、平日にこの番組で中継企画を実施する際には、中継先から担当のアナウンサーが天気予報を読むことが多い。また平日の放送では天気情報後に「そよかぜ情報」というコーナーが放送されることがあった。主に山梨県内の季節の話題が伝えられる。このコーナーのBGMは天気情報と同じ曲が続けて使用される。
- 2005年度の金曜日コーナーだった「ハギトモSmileスポーツ」は、ラジオの『YBSニュース・アップ!』でもラジオ用に編集して放送されていた。
- 2006年12月4日から2006年12月8日までと2006年12月11日から2006年12月15日までは、全国ニュースが2分ほど延長されて放送されるため、この番組も2分ほど遅れて放送されていた。
- 提供クレジットの時、初めの提クレではスポンサー名全社をアナウンスしているが、終わりの提クレでは「ご覧のスポンサーの提供でお送りしました」と言っている。
- 2007年6月11日から一時期、前番組のドラマ再放送が終了後、NEWSリアルタイムが始まる30秒前にこの番組の番組内容が紹介するコーナーが放送された時期があった。
- 2013年10月29 - 31日はプロ野球コナミ日本シリーズ2013「巨人×東北楽天」中継に伴う特別編成のため、17:15 - 18:05に放送時間変更・枠拡大。これ以降もスポーツ中継などの特別編成の影響で放送時間の変更が行なわれることがある。
- 番組内で放送されたニュース映像は、番組終了後に公式サイトや日テレNEWS24のサイト内にて配信される。
- 2025年1月クールとして、日本テレビ系列で放送されている日曜ドラマ『ホットスポット』（日本テレビ制作）では山梨県が舞台となっていることから、山梨放送も制作協力している。このため、本番組やYBSのアナウンサーも劇中に登場している[9]。